# Mid Cork (circonscription britannique)
Pour les articles homonymes, voir Cork (homonymie).
Mid Cork est une circonscription électorale du Royaume-Uni de Grande-Bretagne et d'Irlande, de 1885 à 1922. Avant 1885, il s'agit d'une partie de la circonscription de Cork County.